# クルイト
株式会社クルイト（英: Clueit, Inc.）は、東京都品川区に本社を置き、学習塾のフランチャイズ運営・教育メディアサービスを中心に展開する日本のIT企業である。

## 概要
「コーチング」や「アクティブラーニング」といった手法を用いた学習塾「キミノスクール」や高校生向け受験予備校「武田塾」のフランチャイズ運営しているほか、 学習塾予備校ポータルサイト「塾み〜る」、妊娠妊活子育て中のママパパ向けに情報を届けるWebサービス／アプリ「ままのて」を運営している。

## 沿革
- 平成25年 - 株式会社イトグチを設立。武田塾市川校を開校。
- 平成26年 - 株式会社Cluexを設立
- 平成27年 - 妊娠妊活子育て中のママパパ向けに情報を届けるWebサービス「mamanoko」（現・ままのてweb版）の提供を開始
- 平成29年 - 妊娠妊活子育て中のママパパ向けに情報を届けるWebアプリ「ままのて」（現・ままのてアプリ版）の提供を開始
- 平成30年 - 「コーチング」や「アクティブラーニング」といった手法を用いた学習塾「キミノスクール」市川校を開校
- 同年　　- 学習塾予備校情報ポータルサイト「塾み〜る」の提供を開始
- 同年　　- 株式会社クルイトを設立。
- 令和2年   - イトグチ・Cluexの2社を吸収合併。

## 事業
- 学習塾の運営
- 教育メディアサービス

## 運営サイト
- キミノスクール
- 武田塾
- 塾み〜る
- ままのて